# Higher Power
«Higher Power» és una cançó de la banda britànica Coldplay pertanyent a l'àlbum Music of the Spheres. Es va llançar el 7 de maig de 2021 com a primer senzill de l'àlbum. Va ser composta pels quatre membres de la banda junt a Federico Vindver i Denise Carite, i amb la producció Max Martin, Oscar Holter i Bill Rahko.

## Producció
Chris Martin, autor de la lletra, va explicar que la cançó parlava de trobar l'astronauta que hi ha en tots nosaltres, la persona que pot fer coses increïbles. Per aquest motiu, van imaginar la música que sonés com d'altres planetes. Es va enregistrar en els Hansa Studios de Berlín (Alemanya). A causa de la pandèmia de COVID-19, Martin enviava el material regularment a la resta de membres de la banda mentre treballava amb Max Martin en la producció. La majoria de cançons es van enregistrar i mesclar als MixStar Studios de Virginia Beach (Estats Units), i es van masteritzar als Sterling Sound de Nova York (Estats Units).
Per a la promoció del tema, el 23 d'abril de 2021 van publicar diversos missatges mitjançant el compte anomenat 'Alien Radio FM' de xarxa socials amb una sèrie de coordenades que conduïen al Green Park de Londres. Els posts també va incloure la imatge d'un anunci amb aquestes coordenades i caràcters desconeguts que brillaven amb llum de neó lila sobre un fons blau. Els seguidors de la banda van descodificar fàcilment amb el missatge Coldplay Higher Power May Seven. Posts similars es van publicar pocs dies després per presentar el senzill de debut de l'àlbum. Coldplay va confirmar oficialment el títol i la publicació del nou treball i també del primer senzill.
Coincidint amb el llançament del senzill també van publicar un videoclip, dirigit Paul Dugdale, en el canal oficial de la banda a YouTube. El van filmar cinc dies abans del llançament del senzill i es pot veure la banda actuant en un escenari buit com a hologrames alienígenes ballant la cançó. Per tal de simular una transmissió extraterrestre, el videoclip es va preestrenar amb l'astronauta francès Thomas Pesquet de l'Agència Espacial Europea, que en aquell moment es trobava en l'Estació Espacial Internacional. Dos setmanes després, Coldplay va confirmar la versió oficial del videoclip, dirigit per Dave Meyers, seria publicat el 8 de juny de 2021. La sud-coreana Kim Boram es va encarregar la fer la coreografia i diversos membres de la seva companyia de ball, Ambiguous Dance Company, van participar en el videoclip.
La cançó va ser nominada als Premis Grammy de 2022 en la categoria de millor interpretació pop de duet/grup.

## Crèdits
Coldplay
- Chris Martin – cantant, composició, teclats, percussió
- Jonny Buckland – composició, guitarra
- Guy Berryman – composició, baix
- Will Champion – composició, bateria, veus addicionals

Producció
| - Max Martin – composició, producció, teclats, programació, veus addicionals - Denise Carite – composició, vocalista cor - Federico Vindver – composició, teclats - Oscar Holter – producció, teclats, programació - Bill Rahko – producció, veus addicionals - Rik Simpson – producció addicional - Daniel Green – producció addicional - Serban Ghenea – enginyeria mescles - Randy Merrill – enginyeria masterització - Apple Martin – veus addicionals | - John Hanes – enginyeria - Michael Ilbert – enginyeria - Connor Panayi – ajudant enginyeria - Duncan Fuller – ajudant enginyeria - Karl-Ola Kjellholm – ajudant enginyeria - Linn Fijal – ajudant enginyeria - Tate McDowell – ajudant enginyeria - Love Choir – arranjaments corda - Stevie Mackey – vocalista cor - Dorian Holley – vocalista cor - Neka Hamilton – vocalista cor |